# Aeroporto di Olbia-Costa Smeralda
L'Aeroporto Olbia Costa Smeralda "Karim Aga Khan IV" (IATA: OLB, ICAO: LIEO) è uno dei tre scali aeronautici internazionali della Sardegna ed è situato a circa tre chilometri dal centro di Olbia. L'aeroporto di Olbia è lo scalo in Sardegna col maggior numero di passeggeri internazionali, Seguito dagli altri due scali sardi, l'Aeroporto di Alghero-Fertilia e l'Aeroporto di Cagliari-Elmas.
L'Aeroporto di Olbia è gestito dalla GEASAR S.p.A., società fondata nel 1985 e operativa da marzo 1989. Inizialmente parte del gruppo Alisarda S.p.A., già proprietaria della struttura, da ottobre 2020 la quota di controllo è stata acquisita dal fondo F2i che, controllando anche lo scalo di Alghero, dà vita a un polo aeroportuale del Nord Sardegna.

## L'aerostazione

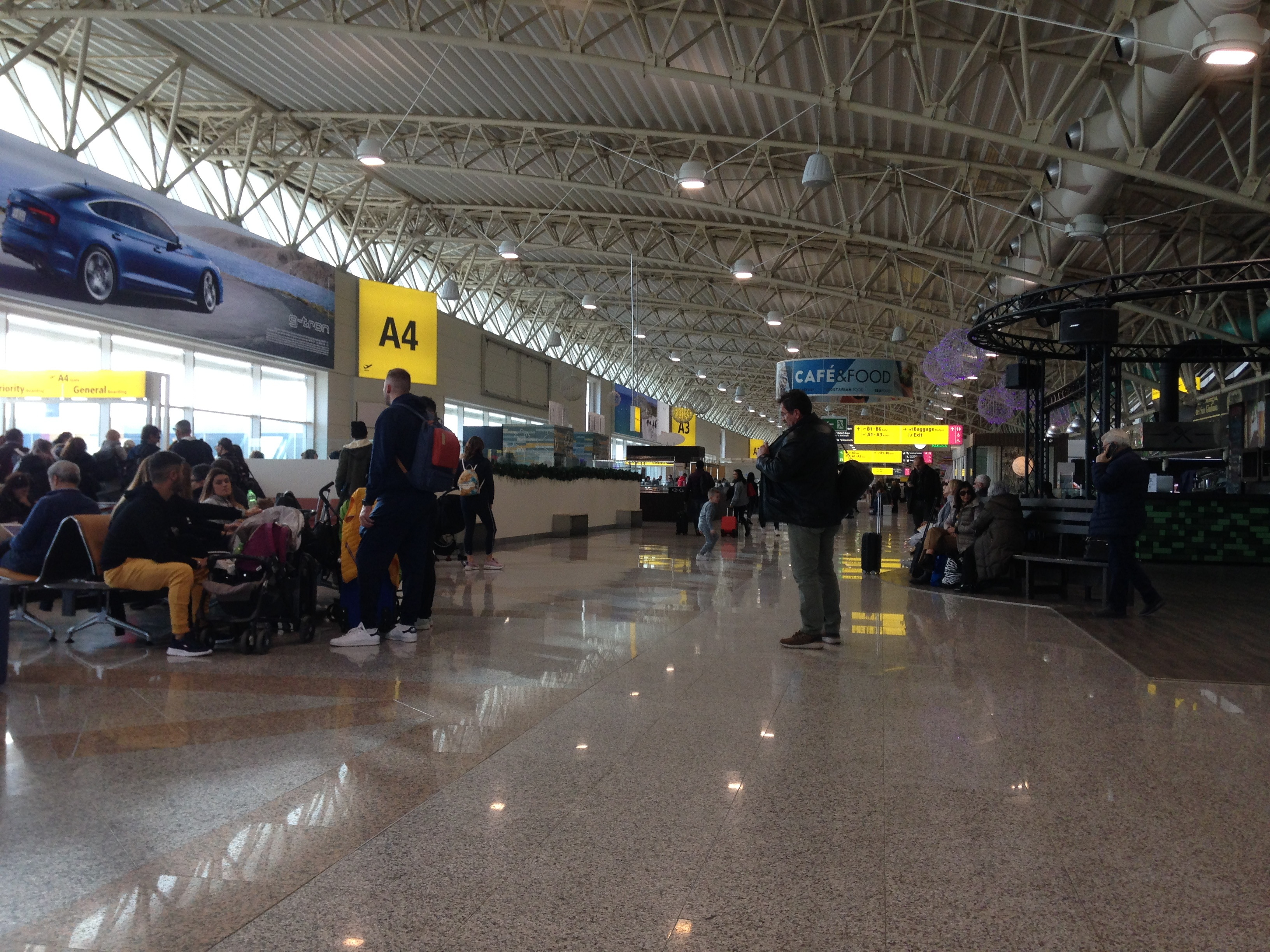
L'area imbarchi

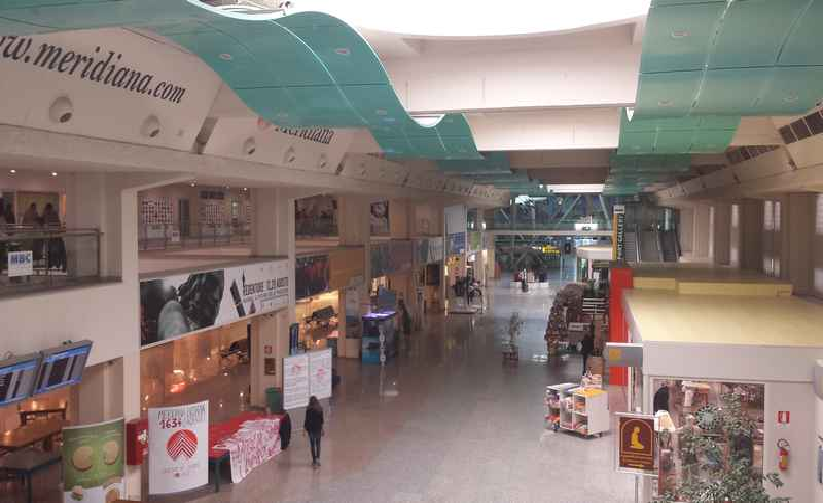
La zona commerciale, comunicante tra l'area arrivi e quella partenze

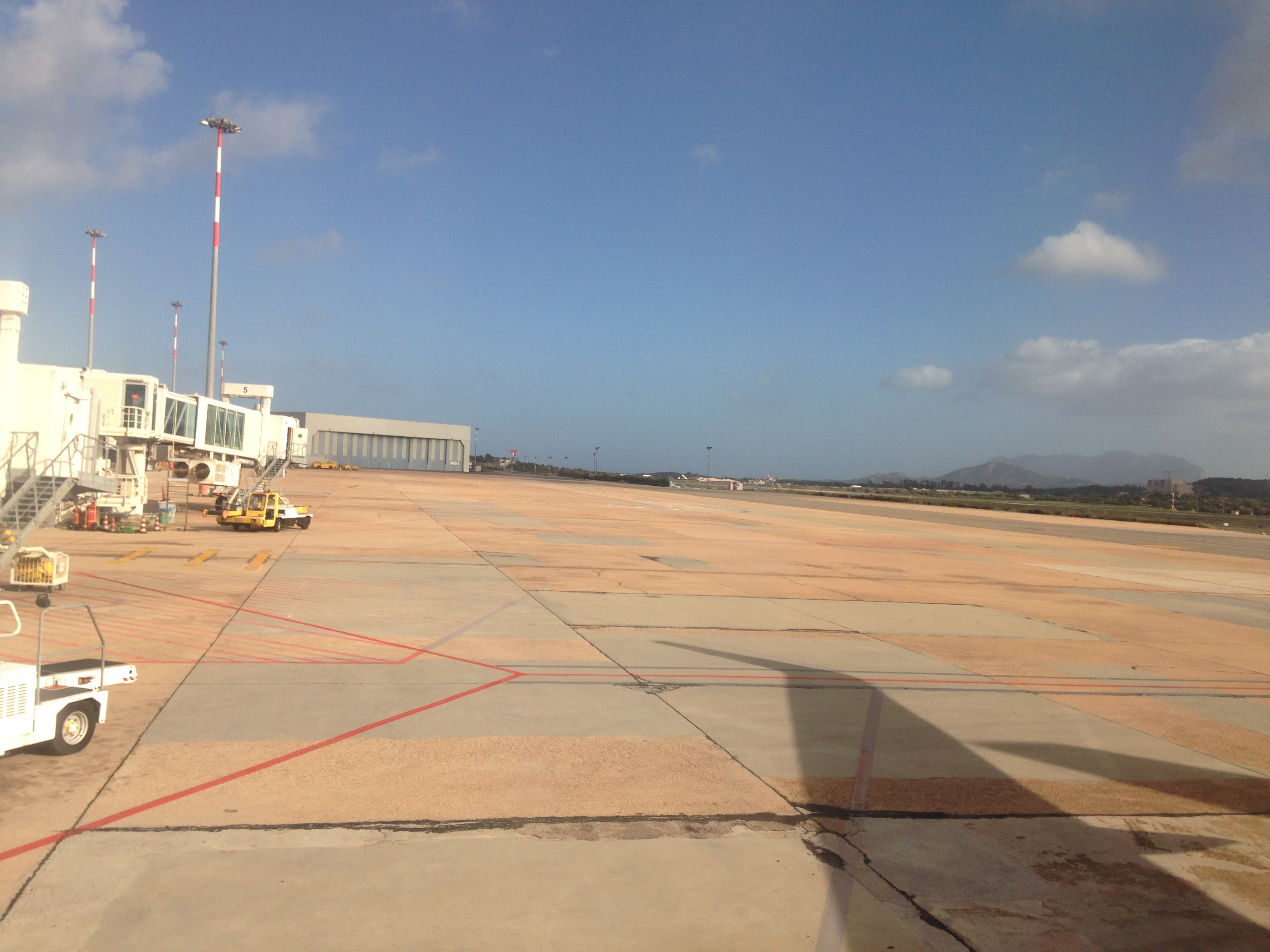
Il piazzale di sosta degli aeromobili. In fondo a sinistra, l'hangar dell'aeroporto

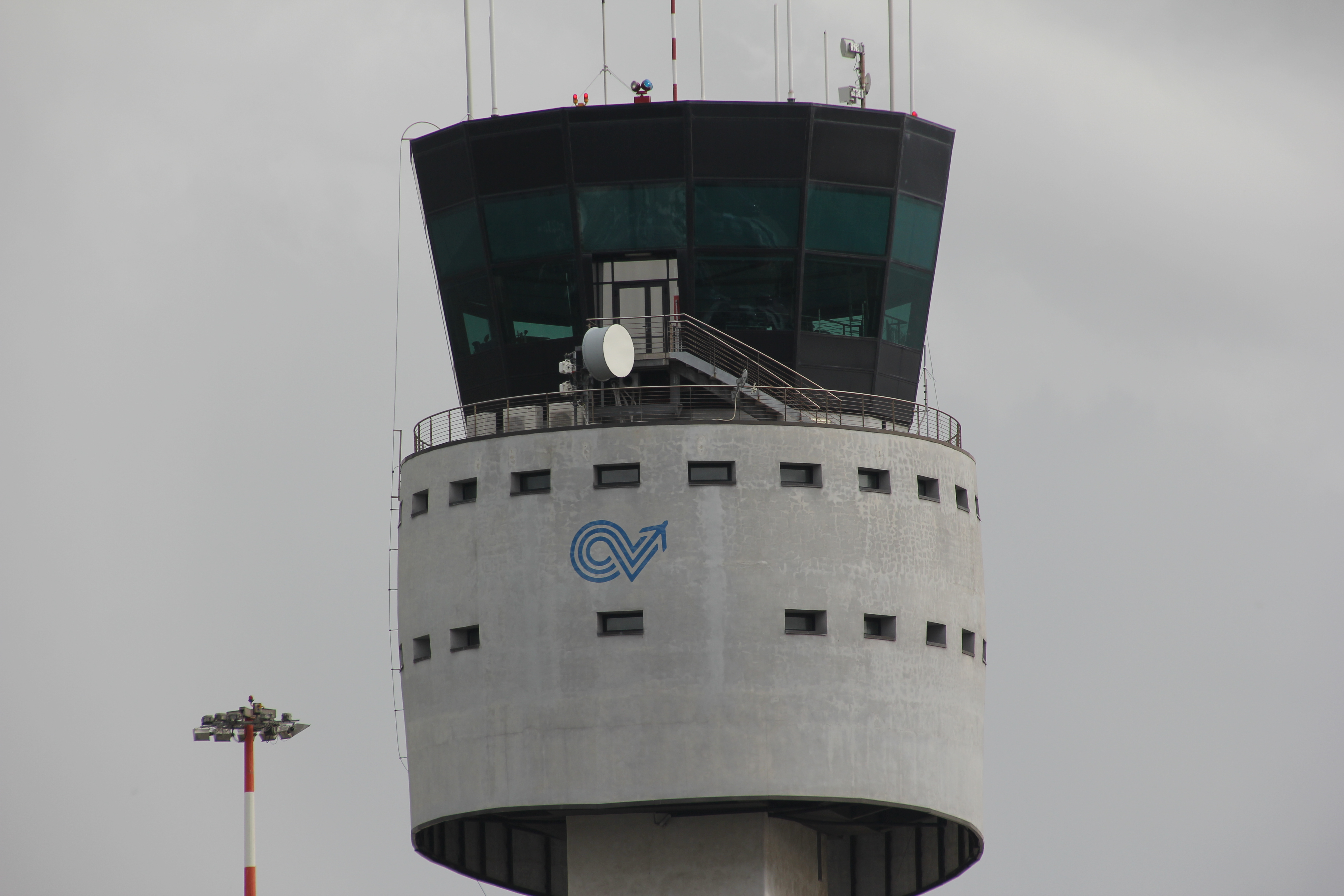
La torre di controllo

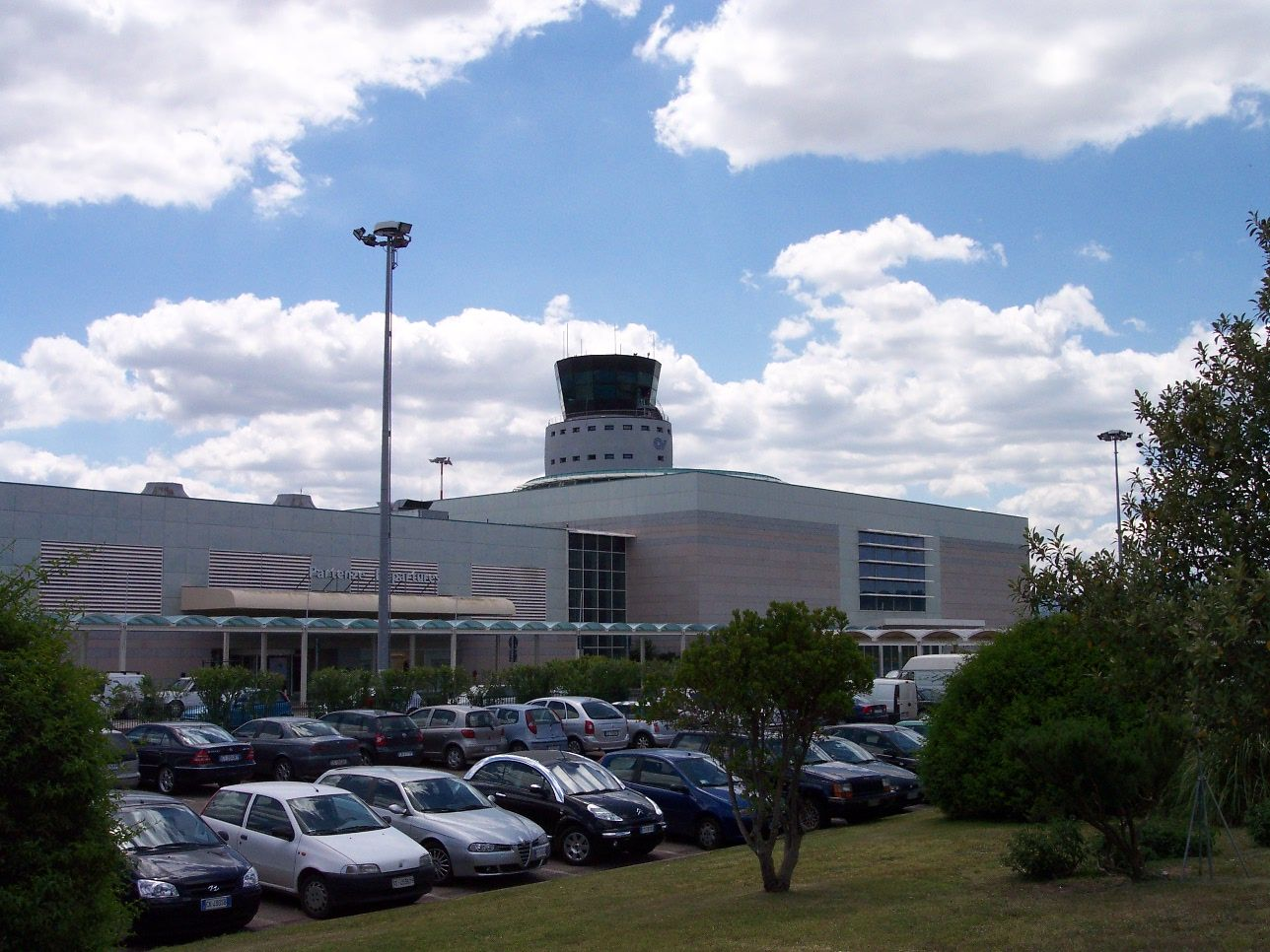
Esterno dell'aeroporto

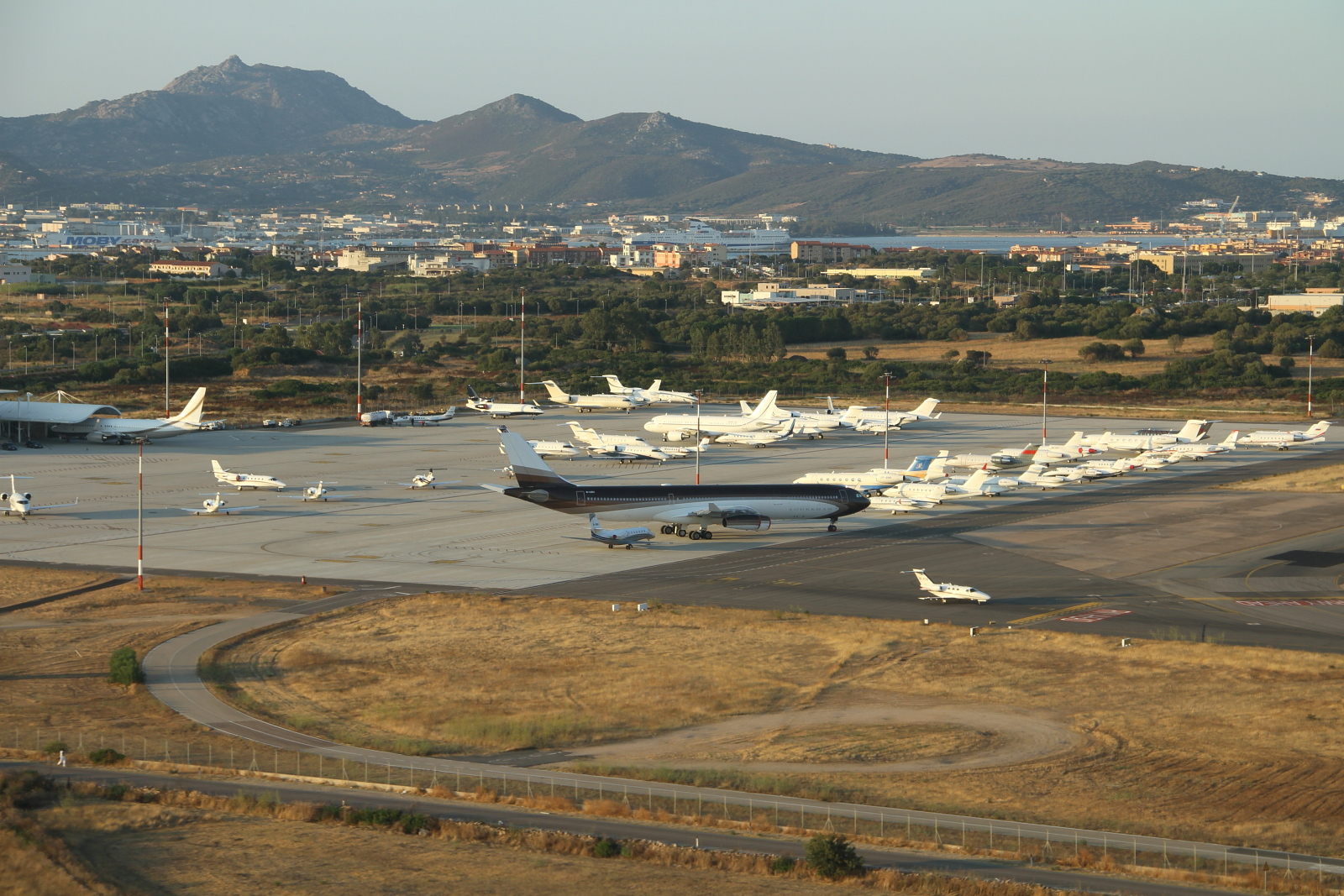
Il piazzale di sosta degli aeromobili del terminal Eccelsa

L'infrastruttura originaria era attiva dalla fine degli anni sessanta, a seguito della dismissione dello storico aeroporto di Olbia-Venafiorita, e oggi totalmente integrata nella nuova aerostazione anche se alcune strutture abbandonate e in disuso, come la vecchia torre di controllo, sono ancora visibili.
La nuova aerostazione dell'Aeroporto di Olbia è stata inaugurata il 6 giugno 2004. I lavori di ampliamento e rifacimento dei vecchi locali, su progetto dell'architetto Willem Brower e dello studio tecnico Geogramma erano iniziati nel 2000.
L'aerostazione è stata ampliata fino a raggiungere 42.000 m², il triplo della superficie rispetto alla vecchia struttura. È dotata di 40 banchi check-in, 15 uscite, 5 pontili mobili (manicotti d'imbarco), un ampio centro commerciale di 2.200 m² con negozi e servizi ed è stata progettata per accogliere 4.500.000 di passeggeri all'anno.
La torre di controllo è alta circa 42 metri e ospita, su una superficie di 120 m², la terza sala operativa più grande d'Italia, dopo quella di Malpensa e Bologna. Nella stessa sala vengono gestiti dai controllori di ENAV sia il servizio di Torre (TWR) per gli atterraggi e i decolli, sia il servizio radar di Avvicinamento (APP, ovvero "approach") degli aerei da e per l'aeroporto. Le postazioni operative in servizio, corredate da schermi radar CDS-1000 e terminali multifunzione per meteo e informazioni aeronautiche, sono 3 (controllore torre, controllore radar/planner e controllore radar/executive) e diventano 4 durante il periodo estivo, quando si registra il maggior carico di lavoro.
L'Aeroporto di Olbia è dotato di un sistema radar dedicato che consente controllo radar di avvicinamento dei voli in arrivo e in partenza dallo scalo e dei sorvoli, grazie all'integrazione col sistema radar controllato dal centro di controllo d'area ENAV di Roma-Ciampino. Sono state inoltre realizzate due nuove sale apparati nel sotto torre, della superficie complessiva di circa 270 m², che alloggiano tutti i sistemi utili al servizio di assistenza ai voli (ricetrasmittenti, apparati radar ecc.).
Dal 2007 Geasar in accordo con la nuova società Eccelsa Aviation avviano un piano di nuova gestione dell'Aviazione civile. Essa viene totalmente destinata a un nuovo terminal dedicato, costruito con un ampliamento dell'aeroporto e inaugurato per la stagione estiva nel giugno 2009. I servizi di Eccelsa, società del gruppo Geasar, sono nella loro quasi totalità destinati a voli di aviazione generale riconducibili al traffico turistico della Costa Smeralda.
Dal 3 febbraio al 14 marzo 2020 l'aeroporto è rimasto chiuso al traffico aereo passeggeri per il rifacimento e allungamento della pista di atterraggio e decollo. Durante questo periodo di chiusura, nel quale tutti i voli in arrivo e in partenza sono stati completamente cancellati senza essere dirottati su altri scali, l'aeroporto è stato collegato con Fertilia con gli autobus della ditta Sunlines in modo da consentire ai residenti in Gallura di spostarsi su Alghero. L'aeroporto è rimasto in questo periodo aperto a eventi musicali e di varia natura. Lo scalo, la cui riapertura era inizialmente prevista per il 14 marzo 2020, è rimasto chiuso fino al 2 giugno successivo come conseguenza delle misure adottate dalle Autorità italiane a causa della pandemia di COVID-19 che ha colpito l'Italia. L'aeroporto ha riaperto il 3 giugno.
Nel 2025 è stato intitolato al principe Karim Aga Khan IV.

## Scheda, statistiche e traffico

### Scheda
| Banchi check-in                                | 40                                 |
| Manicotti d'imbarco                            | 5                                  |
| Gates                                          | 16                                 |
| Superficie aerostazione                        | 42.000 m²                          |
| Massima capacità passeggeri                    | 4.500.000                          |
| Aree Commerciali                               | 3.000 m²                           |
| Parcheggi                                      | Totale 1079 di cui 40 per disabili |
| Superficie totale dell'aeroporto               | 300 h                              |
| Parcheggi aeroplani (incl. aviazione generale) | 75                                 |

### Statistiche
| Posizione | Aeroporto                  | Passeggeri | Compagnia/e aerea/e  |
| --------- | -------------------------- | ---------- | -------------------- |
| 1         | Milano-Malpensa, Lombardia | 432 837    | easyJet, Ita Airways |
| 2         | Roma-Fiumicino, Lazio      | 310 212    | Ita Airways          |
| 3         | Milano-Linate, Lombardia   | 200 084    | Ita Airways          |
| 4         | Verona-Villafranca, Veneto | 107 988    | easyJet, Ita Airways |

| Posizione | Aeroporto                         | Passeggeri | Compagnia/e aerea/e |
| --------- | --------------------------------- | ---------- | ------------------- |
| 1         | Monaco di Baviera, Germania       | 102 358    | Lufthansa           |
| 2         | Londra-Gatwick, Gran Bretagna     | 94 443     | easyJet, Air Italy  |
| 3         | Amsterdam, Paesi Bassi            | 92 068     | easyJet, Transavia  |
| 4         | Parigi-Orly, Francia              | 77 572     | easyJet, Air Italy  |
| 5         | Düsseldorf, Germania              | 71 816     | easyJet, Eurowings  |
| 6         | Berlino-Schönefeld, Germania      | 66 250     | easyJet             |
| 7         | Francoforte sul Meno, Germania    | 61 321     | Condor              |
| 8         | Barcellona-El Prat, Spagna        | 56 533     | Vueling             |
| 9         | Parigi-Charles de Gaulle, Francia | 52 448     | Air France          |

## Dati di traffico
Questo grafico non è disponibile a causa di un problema tecnico.
Si prega di non rimuoverlo.
Vedi la query Wikidata di origine.
| Anno | passeggeri | %     | Movimenti aerei | %     | Cargo (tons) | %      |
| ---- | ---------- | ----- | --------------- | ----- | ------------ | ------ |
| 2000 | 1.336.618  | 14,5  | 23.418          | 4,1   | 2.190        | 11     |
| 2001 | 1.350.868  | 1,1   | 23.971          | 2,4   | 2.270        | 3,7    |
| 2002 | 1.385.144  | 2,5   | 23.118          | -3,6  | 1.853        | 18,4   |
| 2003 | 1.554.254  | 12,2  | 26.089          | -12,9 | 1.819        | 1,8    |
| 2004 | 1.585.662  | 2     | 28.923          | 10,9  | 982          | 46     |
| 2005 | 1.671.218  | 4,7   | 31.138          | 7,7   | 925          | 5,8    |
| 2006 | 1.832.085  | 9,6   | 32.942          | 5,8   | 914          | 1,2    |
| 2007 | 1.800.206  | -1,7  | 34.013          | 3,3   | 1.504        | 64,6   |
| 2008 | 1.803.324  | 0,2   | 32.420          | -4,7  | 802          | 46,7   |
| 2009 | 1.694.089  | -6,1  | 29.997          | -7,5  | 220          | 72,6   |
| 2010 | 1.646.247  | -2,8  | 29.508          | -1,6  | 221          | 0,5    |
| 2011 | 1.874.696  | 13,9  | 30.346          | 2,8   | 203          | 8,1    |
| 2012 | 1.887.640  | 0,7   | 27.932          | -8    | 136          | 33     |
| 2013 | 1.972.269  | 4,5   | 27.576          | -1,3  | 284          | 105,3  |
| 2014 | 2.127.718  | 7,9   | 28.548          | 3,5   | 309,9        | 9,1    |
| 2015 | 2.240.016  | 5,3   | 28.272          | -1    | 246,6        | 20,4   |
| 2016 | 2.546.073  | 13,7  | 31.929          | 12,9  | 175          | 29     |
| 2017 | 2.811.738  | 10,4  | 34.041          | 6,6   | 188,6        | 7,7    |
| 2018 | 2.999.253  | 6,7   | 34.560          | 1,5   | 152,3        | -19,2  |
| 2019 | 2.978.769  | -0,7  | 34.086          | -1,4  | 93,5         | -38,6  |
| 2020 | 1.023.952  | -65,6 | 18.816          | -44,8 | 5,8          | -93,8  |
| 2021 | 2.081.057  | 103,2 | 32.575          | 73,1  | 149,2        | 2486,3 |

|           | 2000      | 2001      | 2002      | 2003      | 2004      | 2005      | 2006      | 2007      | 2008      | 2009      | 2010      | 2011      | 2012      | 2013      | 2014      | 2015      | 2016      | 2017      | 2018      | 2019      | 2020      | 2021      | 2022      | 2023      | 2024      | Δ%    |
| --------- | --------- | --------- | --------- | --------- | --------- | --------- | --------- | --------- | --------- | --------- | --------- | --------- | --------- | --------- | --------- | --------- | --------- | --------- | --------- | --------- | --------- | --------- | --------- | --------- | --------- | ----- |
| Gennaio   | 35.025    | 37.425    | 40.009    | 49.840    | 54.178    | 53.068    | 58.495    | 58.542    | 54.806    | 50.754    | 45.139    | 48.474    | 40.809    | 37.735    | 44.074    | 38.956    | 39.346    | 45.328    | 51.241    | 51.710    | 50.436    | 15.082    | 34.005    | 53.206    | 62.777    | 18%   |
| Febbraio  | 33.476    | 34.491    | 38.418    | 49.762    | 51.617    | 46.096    | 57.257    | 55.990    | 54.039    | 50.498    | 42.947    | 45.766    | 34.525    | 35.877    | 39.995    | 35.848    | 38.201    | 43.274    | 49.003    | 50.364    | 3.527     | 18.616    | 37.594    | 42.802    | 59.746    | 39,6% |
| Marzo     | 41.607    | 42.784    | 55.170    | 59.517    | 78.288    | 71.743    | 99.000    | 68.620    | 73.341    | 61.789    | 53.363    | 55.567    | 48.481    | 47.559    | 50.539    | 39.901    | 60.462    | 54.940    | 77.380    | 66.595    | 0         | 20.262    | 57.100    | 52.986    | 82.736    | 56,1% |
| Aprile    | 85.121    | 80.076    | 85.326    | 100.936   | 107.237   | 95.349    | 127.742   | 111.281   | 96.694    | 100.508   | 81.729    | 108.157   | 94.049    | 85.107    | 106.682   | 102.154   | 112.174   | 146.240   | 152.383   | 163.027   | 1         | 22.131    | 163.011   | 149.944   | 195.370   | 30,3% |
| Maggio    | 101.430   | 106.718   | 113.765   | 136.226   | 144.940   | 141.062   | 154.665   | 144.800   | 155.252   | 147.590   | 143.902   | 150.611   | 149.256   | 158.577   | 164.760   | 175.401   | 197.030   | 227.834   | 262.940   | 248.428   | 80        | 53.198    | 248.825   | 245.489   | 328.251   | 33,6% |
| Giugno    | 194.711   |           | 198.937   | 215.432   | 206.672   | 216.598   | 244.379   | 236.668   | 239.750   | 221.474   | 214.293   | 249.239   | 257.996   | 275.141   | 292.378   | 302.562   | 343.060   | 396.564   | 437.587   | 425.339   | 40.631    | 216.679   | 441.420   | 474.911   | 553.907   | 16,6% |
| Luglio    | 242.235   | 243.604   | 233.514   | 248.428   | 265.917   | 288.082   | 302.052   | 302.782   | 315.418   | 303.617   | 305.892   | 368.817   | 367.612   | 384.263   | 420.345   | 463.395   | 536.133   | 574.061   | 590.877   | 604.051   | 238.605   | 515.797   | 673.063   | 704.151   | 778.611   | 10,6% |
| Agosto    | 255.758   | 268.237   | 263.674   | 291.628   | 277.088   | 301.729   | 314.492   | 321.667   | 355.898   | 347.175   | 338.163   | 381.260   | 424.188   | 452.902   | 494.297   | 522.014   | 572.996   | 591.110   | 612.829   | 629.717   | 394.979   | 625.880   | 685.489   | 699.946   | 802.036   | 14,6% |
| Settembre | 196.003   | 191.103   | 176.180   | 186.703   | 186.174   | 214.216   | 228.784   | 242.639   | 225.749   | 205.741   | 204.360   | 242.975   | 263.683   | 273.073   | 292.122   | 313.467   | 371.672   | 417.148   | 439.318   | 409.284   | 198.871   | 356.991   | 469.741   | 480.941   | 542.962   | 12,9% |
| Ottobre   | 73.112    | 62.229    | 76.496    | 95.055    | 96.283    | 114.656   | 116.196   | 126.634   | 113.403   | 101.617   | 113.373   | 125.128   | 112.756   | 121.614   | 129.462   | 141.544   | 165.252   | 191.180   | 198.457   | 202.785   | 68.285    | 139.731   | 231.678   | 227.582   | 289.132   | 27%   |
| Novembre  | 35.453    | 35.917    | 51.081    | 57.463    | 55.636    | 61.745    | 60.330    | 64.822    | 58.222    | 49.738    | 50.681    | 47.693    | 47.394    | 48.344    | 45.653    | 53.739    | 52.358    | 59.373    | 61.385    | 55.820    | 12.600    | 47.465    | 58.378    | 69.914    | 92.986    | 33%   |
| Dicembre  | 42.687    | 39.556    | 52.696    | 62.779    | 59.393    | 66.842    | 68.693    | 65.761    | 60.752    | 53.588    | 52.405    | 51.009    | 46.892    | 52.736    | 47.411    | 51.035    | 57.389    | 64.326    | 65.853    | 59.936    | 15.937    | 49.324    | 63.648    | 79.577    |           |       |
| TOTALE    | 1.336.618 | 1.350.868 | 1.385.144 | 1.554.254 | 1.585.662 | 1.671.218 | 1.832.085 | 1.800.206 | 1.803.324 | 1.694.089 | 1.646.247 | 1.874.696 | 1.887.640 | 1.972.269 | 2.127.718 | 2.240.016 | 2.546.073 | 2.811.738 | 2.999.253 | 2.978.769 | 1.023.952 | 2.081.057 | 3.167.368 | 3.281.626 | 3.788.494 | 18,3% |

|  |

## Servizi aeroportuali
- Autonoleggi
- Biglietteria aerea
- Deposito bagagli
- Ufficio Informazioni e Promozione Turistica Ciaosardinia
- Internet point
- Pronto soccorso
- Sala amica PRM (Passeggeri a ridotta mobilità)
- Sale riunioni
- Bancomat
- Bar e fast food
- Ristoranti
- Shopping e duty free
- Wi-Fi gratuito
- Box tour operators
- Fly: sistema valigia sicura
- Ufficio Bagagli smarriti

## Galleria d'immagini

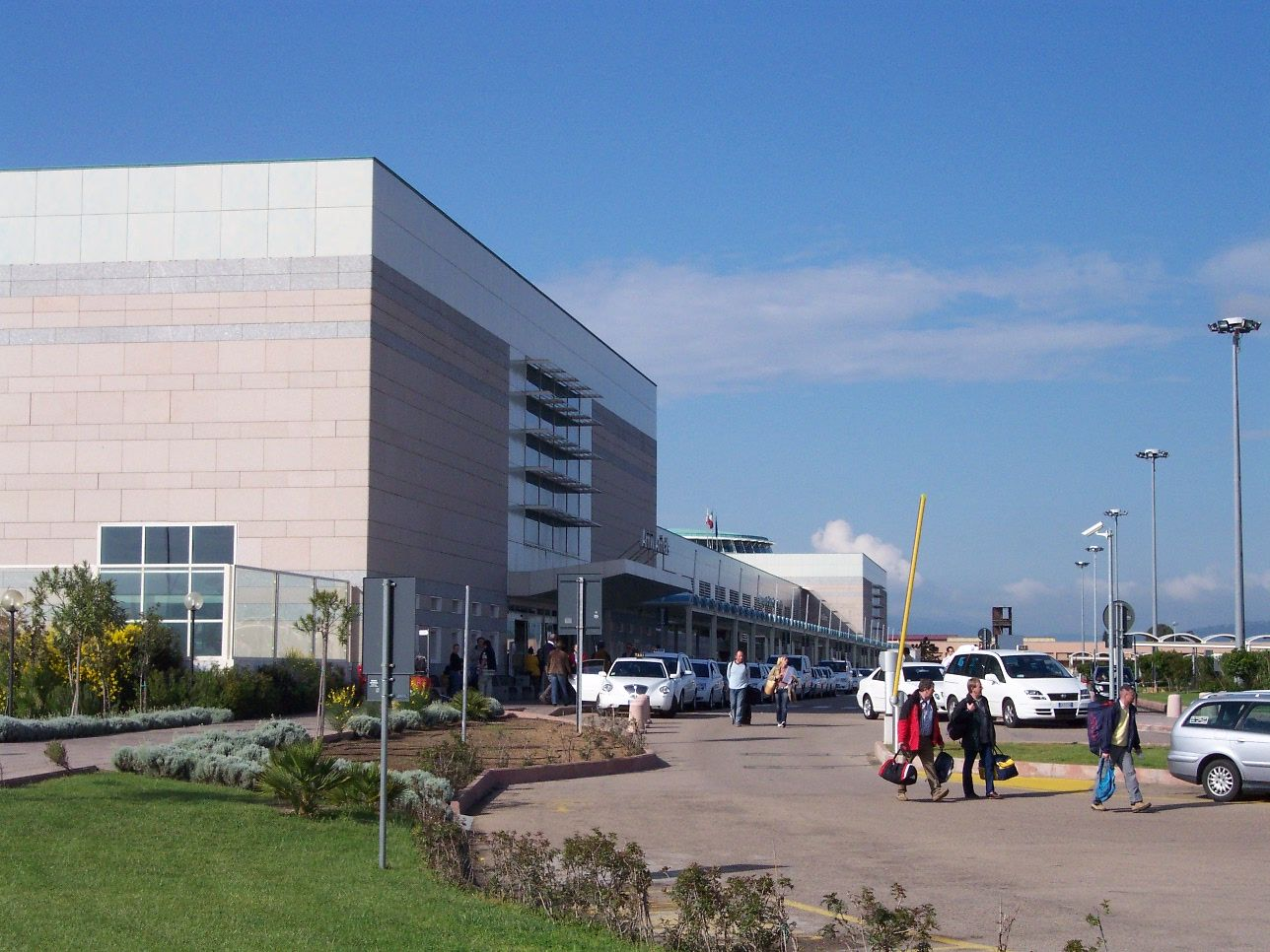
Zona Taxi
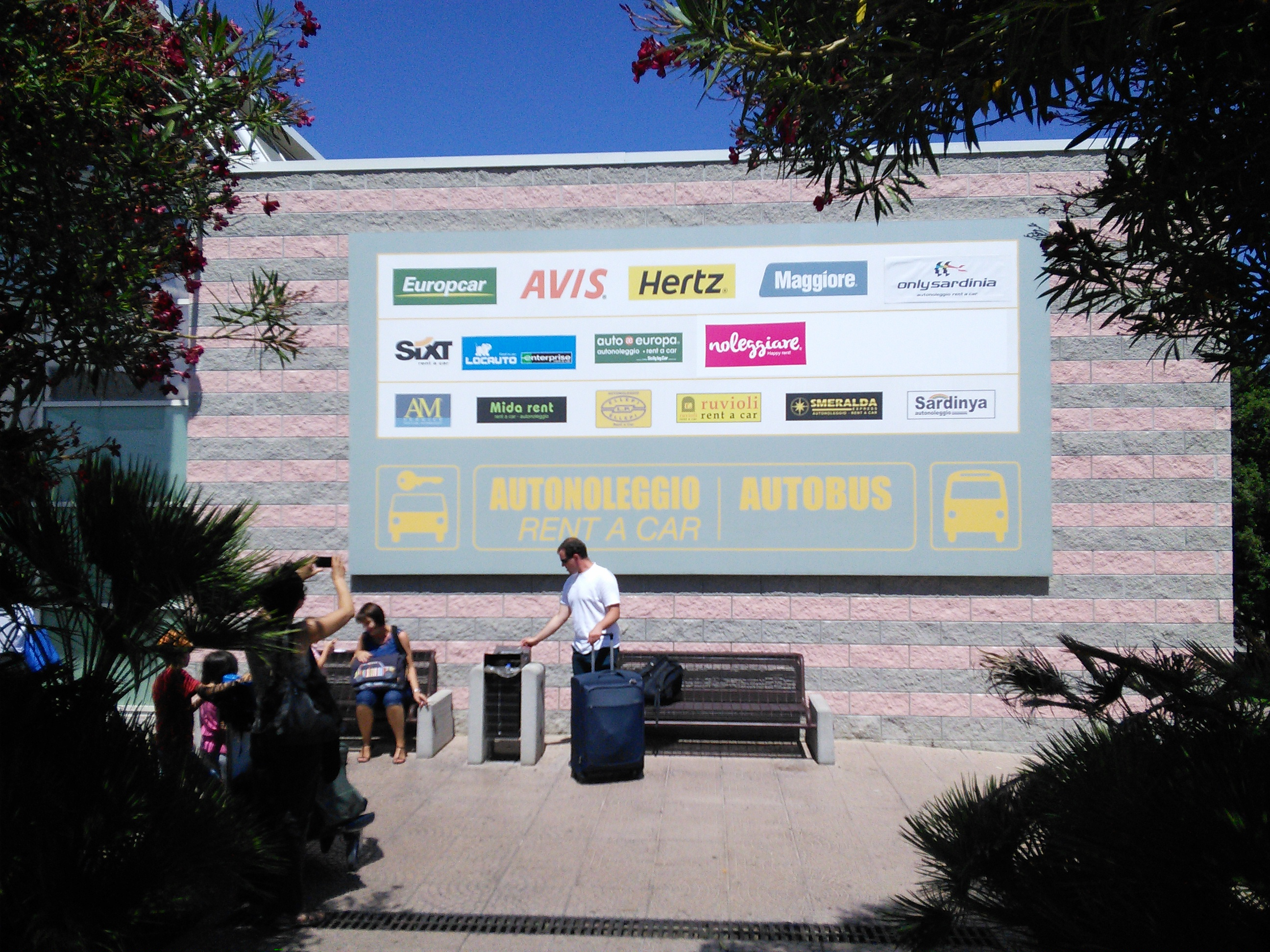
Angolo noleggio auto
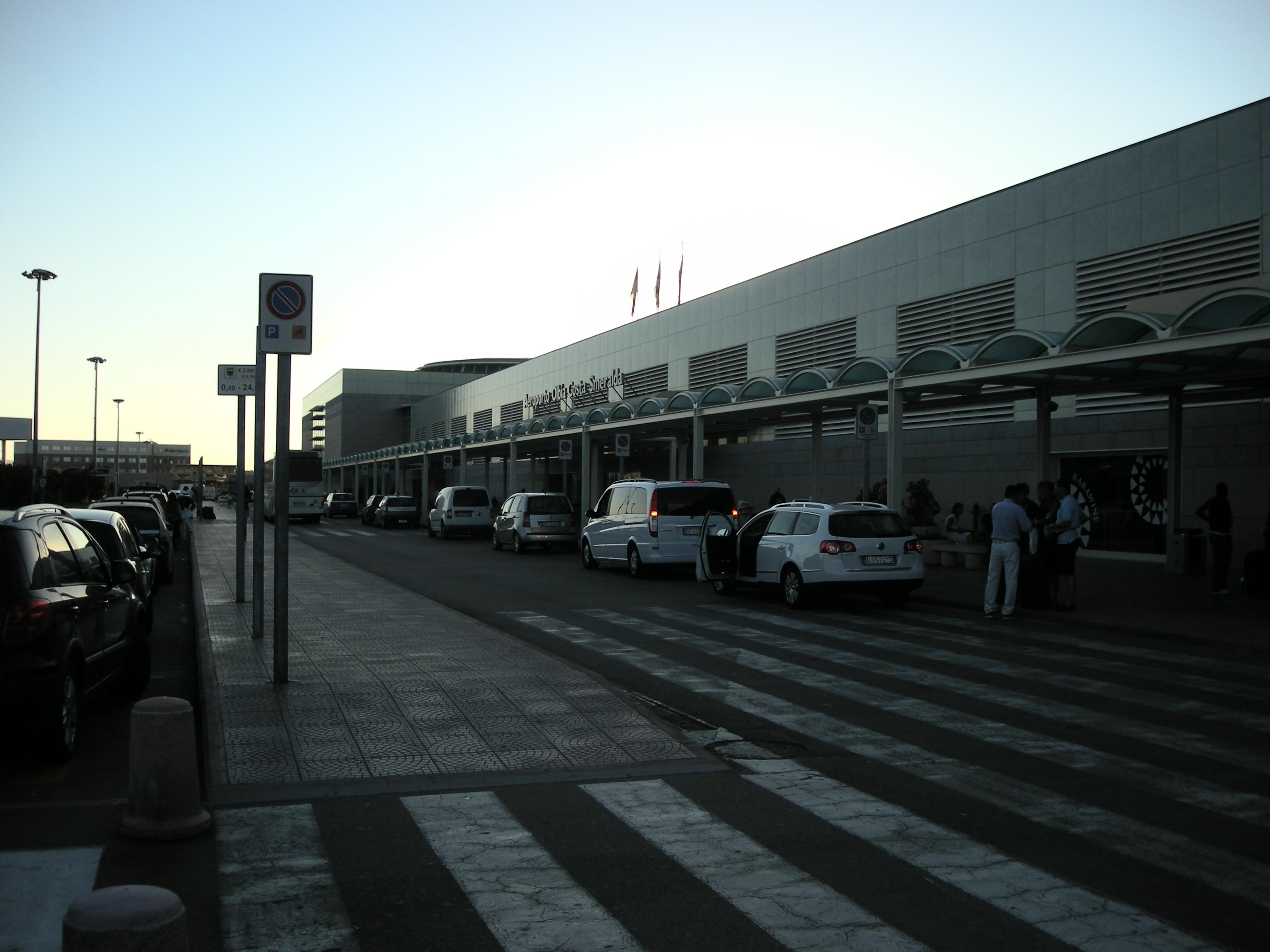
Parcheggio aeroporto
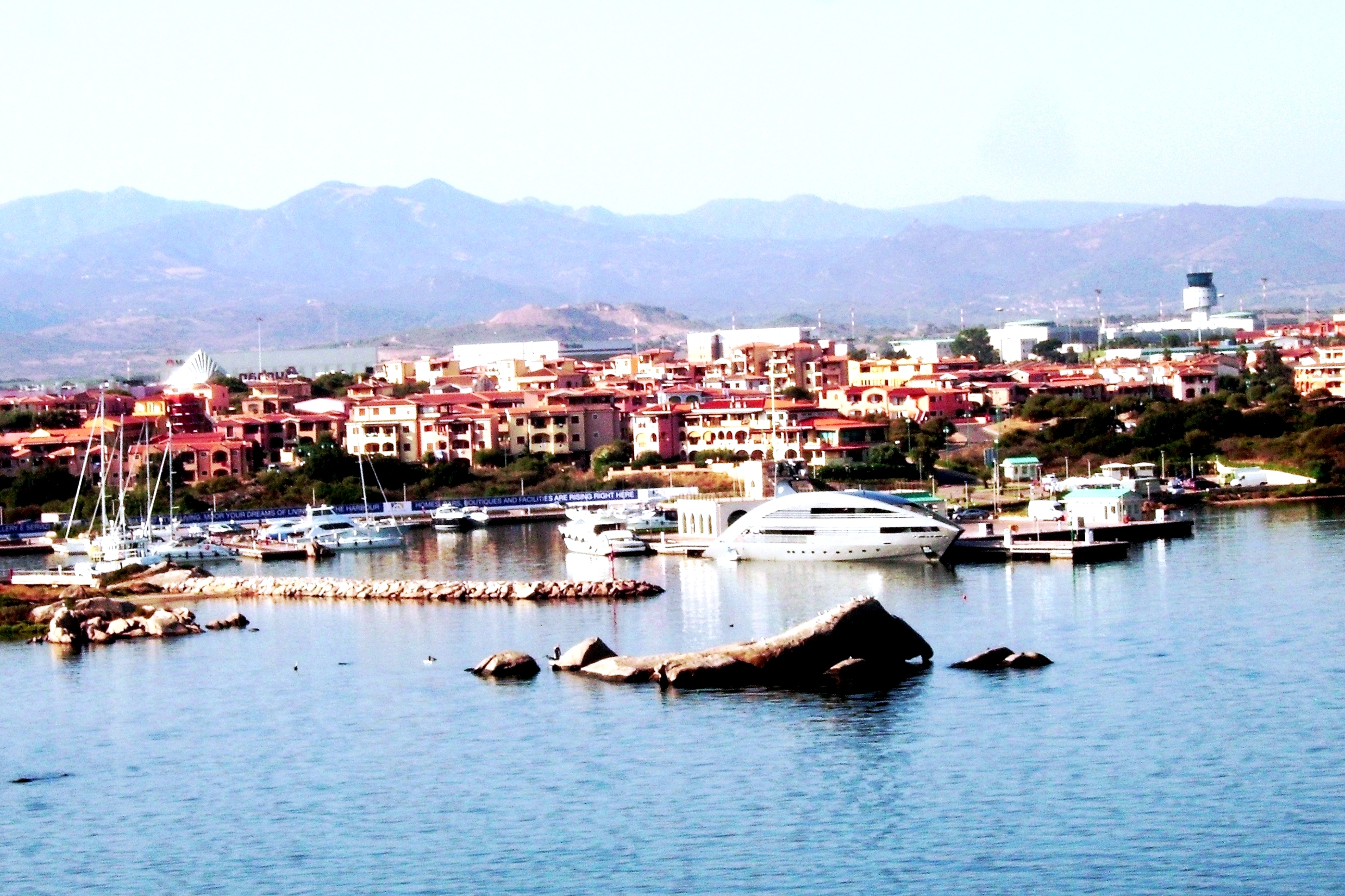
L'aeroporto e il quartiere Poltu Cuadu visti dal mare
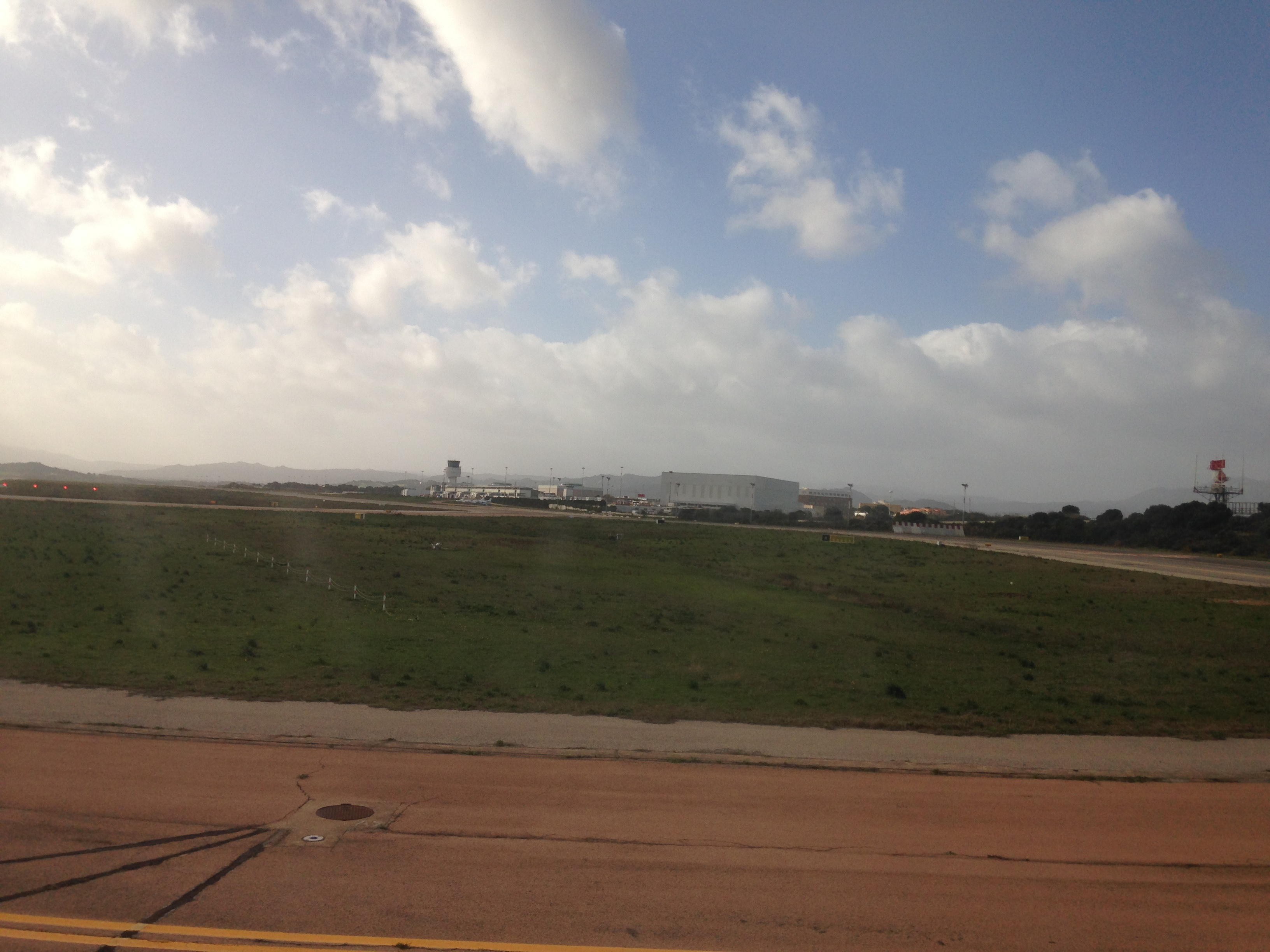
L'aeroporto visto da est
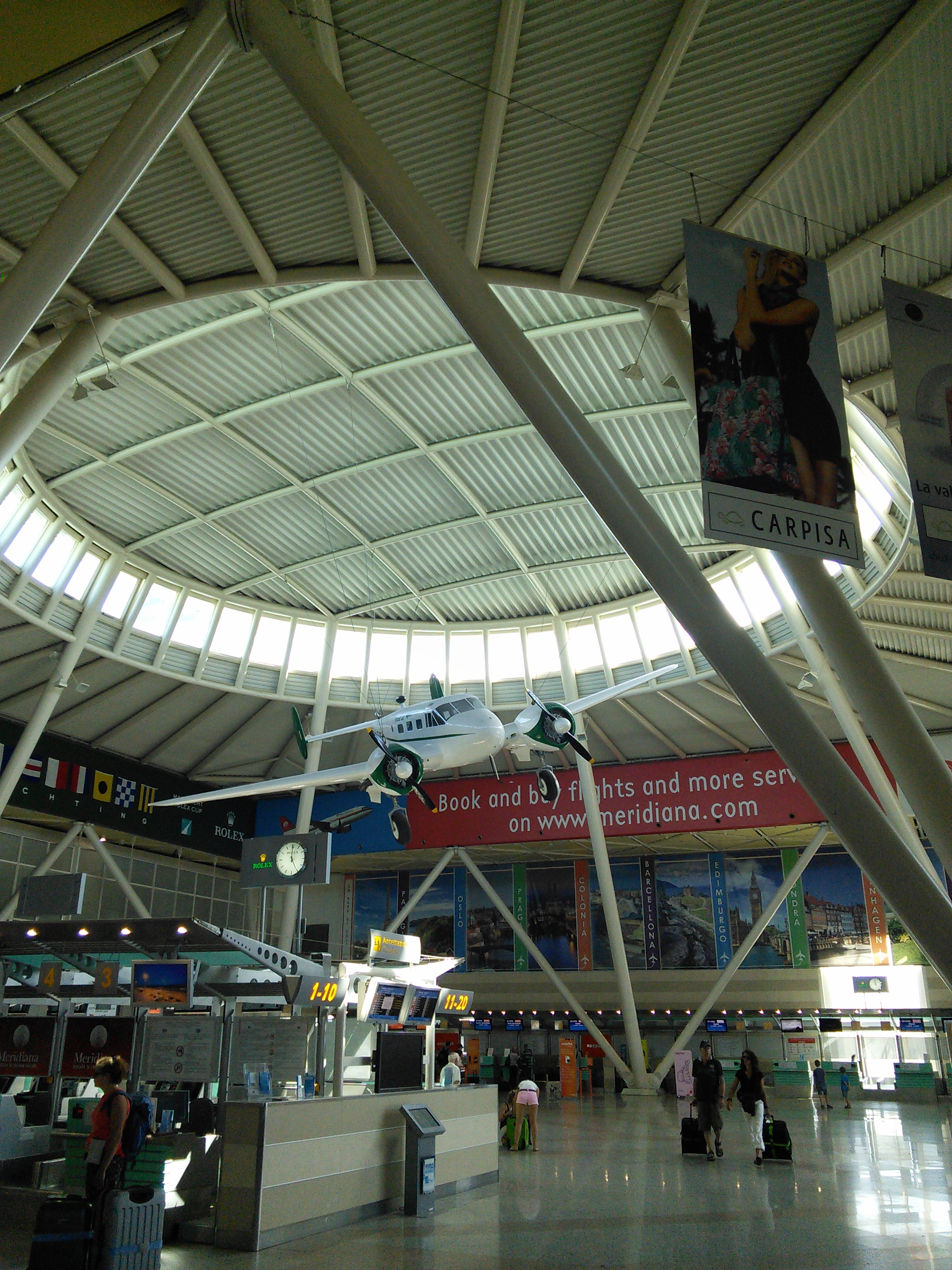
Banchi Check-in